# Lamponicta
Lamponicta là một chi nhện trong họ Lamponidae.